# Before the Party’s Over

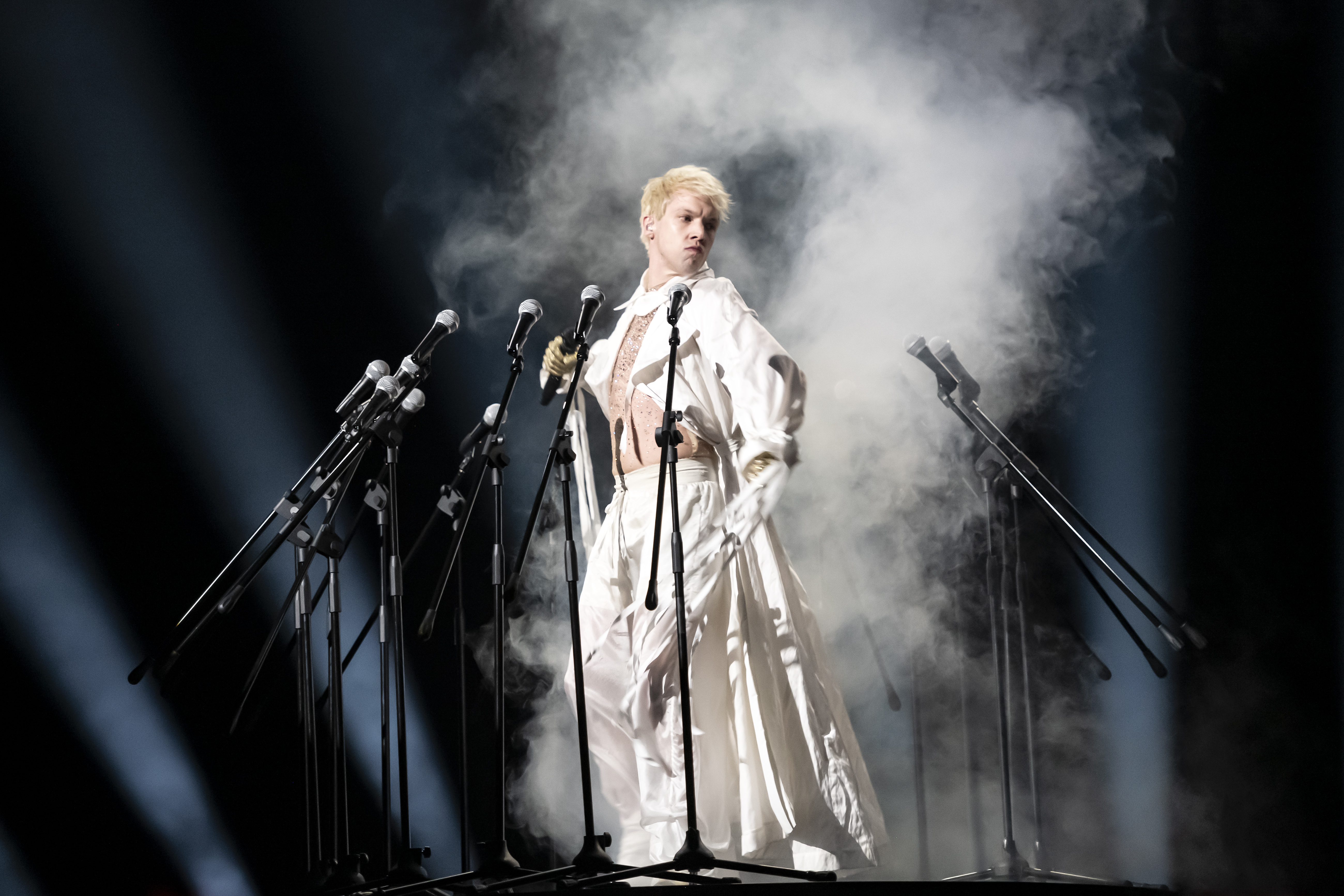
Mustii mit ‘Before The Party’s Over’ beim zweiten Halbfinale des Eurovision Song Contest 2024

Before the Party’s Over ist ein Lied des belgischen Sängers Mustii. Mit ihm vertrat er Belgien beim Eurovision Song Contest 2024.

## Hintergrund
Das Lied wurde von Pierre Dumoulin, Benoit Leclercq, Thomas Mustin alias Mustii, Nina Sampermans, Arianna D’amato, Alloysius Lloyd und Charlotte Clark geschrieben. Produziert wurde es von Leclercq, Dumoulin und Tobie Speleman. Der Beitrag wurde vom öffentlich-rechtlichen Rundfunk der Französischen Gemeinschaft RTBF wie in jedem Jahr seit 2013 intern ausgewählt. Am 30. August 2023 wurde Mustii als belgischer Vertreter vorgestellt. Sein Lied Before the Party’s Over für den ESC wurde am 20. Februar 2024 über PIAS Recordings veröffentlicht.

## Inhalt
Mustin sagte er wolle mit dem Lied seinen musikalischen Stil hin zu „pop with a dark edge“, Pop mit einer dunklen Note, weiterentwickeln. Er handelt vom Bemühen einer Person, sich ihres „inneren Feuers“ gewahr zu werden und dieses zu bekämpfen, auch da den Menschen allgemein die Zeit ausgehe. Das Lied handelt von den Entscheidungen, die Menschen treffen und von der Reflexion dieser Entscheidungen. Vor allem gehe es darum, wahrhaftig zu sich selbst zu sein „in einer Welt, in der wir Fröhlichkeit durch verschiedene Ablenkungen vortäuschen“.

## Eurovision Song Contest
Beim Eurovision Song Contest 2024 in der Malmö Arena in Malmö, Schweden, wurde der Song im zweiten Halbfinale am 9. Mai aufgeführt, nachdem ihm bei der Auslosung am 30. Januar 2024 der zwölfte Startplatz zugelost worden war. Er konnte sich jedoch nicht für das Finale qualifizieren und erreichte mit 18 Punkten nur den 13. Platz im Halbfinale.

## Chartplatzierungen
| ChartsChartplatzierungen | Höchstplatzierung | Wochen |
| ------------------------ | ----------------- | ------ |
| Flandern (Ultratop)      | 6 (14 Wo.)        | 14     |
| Wallonie (Ultratop)      | 8 (17 Wo.)        | 17     |